# Марія-Алехандра Кесада
Марія-Алехандра Кесада (ісп. María-Alejandra Quezada; нар. 7 березня 1974) — колишня чилійська тенісистка.
Найвищу одиночну позицію світового рейтингу — 514 місце досягла 12 червня 1995, парну — 319 місце — 5 лютого 1996 року.
Здобула 1 парний титул.

## Фінали ITF

### Парний розряд: 8 (1–7)
| Результат | Ранг | Дата              | Турнір                                      | Покриття | Партнерка              | Суперниці                            | Рахунок          |
| --------- | ---- | ----------------- | ------------------------------------------- | -------- | ---------------------- | ------------------------------------ | ---------------- |
| Поразка   | 1.   | 2 травня 1993     | ITF Сантьяго, Чилі                          | Ґрунт    | Барбара Кастро         | Марія Інес Араїс Памела Сінгман      | 1–6, 4–6         |
| Поразка   | 2.   | 16 жовтня 1994    | ITF Сантьяго, Чилі                          | Ґрунт    | Барбара Кастро         | Маріана Еберле Марія Фернанда Ланда  | 3–6, 6–4, 5–7    |
| Поразка   | 3.   | 6 листопада 1994  | ITF Фріпорт, Багамські Острови              | Ґрунт    | Барбара Кастро         | Інгрід Курта Мартіне Воссенберґ      | 6–4, 4–6, 6–7(2) |
| Поразка   | 4.   | 13 листопада 1994 | ITF Santo Domingo, Домініканська Республіка | Ґрунт    | Барбара Кастро         | Джоелл Шад Ноелія Серра              | 1–5 ret.         |
| Перемога  | 1.   | 1 жовтня 1995     | ITF Гуаякіль, Еквадор                       | Ґрунт    | Барбара Кастро         | Маріана Діас-Оліва Еуженія Мая       | 7–6(5), 6–1      |
| Поразка   | 5.   | 8 жовтня 1995     | ITF Ліма, Перу                              | Тверде   | Барбара Кастро         | Марія-Фарнес Капістрано Лінда Янссон | 2–6, 6–2, 3–6    |
| Поразка   | 6.   | 5 листопада 1995  | ITF Сантьяго, Чилі                          | Ґрунт    | Барбара Кастро         | Міріам Д'Агостіні Каталін Мароші     | 0–6, 3–6         |
| Поразка   | 7.   | 21 вересня 1998   | ITF Сантьяго, Чилі                          | Ґрунт    | Маріана Лопес Паласіос | Аліенор Трісеррі Паула Кабесас       | 4–6, 1–6         |